# Кубок Чернігівської області з футболу 1978
Кубок Чернігівської області з футболу 1978 — 34-й розіграш Кубка Чернігівської області з футболу.
На всіх етапах турніру зустрічі команд складаються з одного матчу.

## Учасники
В цьому розіграші Кубку узяли участь 14 клубів.
| 1/4 фіналу - команда м. Новгород-Сіверський - команда м. Городня | 1/8 фіналу - «Авангард» (Ладан) - команда м. Бобровиця - команда Варвинського району - команда с. Вертіївка (Ніжинський р-н) - «Зірка» (Корюківка) - «Колос» (Патюти) - команда м. Носівка - команда м. Прилуки - «Промінь» (Чернігів) - команда с. Рожнівка (Ічнянський р-н) - «Сільмаш» (Ніжин) - «Хіммаш» (Бахмач) |

## 1/8 фіналу
| Команда 1                 | Команда 2            | Рахунок |
| ------------------------- | -------------------- | ------- |
| «Зірка»                   | «Промінь»            | 2:4     |
| команда Варвинського р-ну | «Авангард»           | 2:3     |
| команда с. Вертіївка      | команда с. Рожнівка  | 2:3     |
| команда м. Прилуки        | «Сільмаш»            | 1:3     |
| «Хіммаш»                  | «Колос»              | 4:1     |
| команда м. Носівка        | команда м. Бобровиця | 4:3     |

## 1/4 фіналу
| Команда 1                      | Команда 2           | Рахунок |
| ------------------------------ | ------------------- | ------- |
| «Промінь»                      | команда с. Рожнівка | 8:0     |
| «Сільмаш»                      | «Хіммаш»            | 1:3     |
| «Авангард»                     | команда м. Носівка  | 5:1     |
| команда м. Новгород-Сіверський | команда м. Городня  | +:-     |

## 1/2 фіналу
| Команда 1  | Команда 2                      | Рахунок |
| ---------- | ------------------------------ | ------- |
| «Авангард» | «Хіммаш»                       | 2:1     |
| «Промінь»  | команда м. Новгород-Сіверський | +:-     |

## Фінал
| Команда 1 | Команда 2  | Рахунок |
| --------- | ---------- | ------- |
| «Промінь» | «Авангард» | 4:0     |